# Iris Radunz
Iris Radunz (* 1969 in Ost-Berlin; † 9. Januar 2022) war eine deutsche Schauspielerin.

## Leben
Iris Radunz erhielt bereits im Kindesalter Schauspielunterricht und wirkte von 1975 bis 1984 im Kinderensemble des Berliner Friedrichstadt-Palastes mit. Von 1989 bis 1993 studierte sie an der Hochschule für Musik und Theater Rostock. Verpflichtungen führten Radunz an Bühnen in Berlin (Tribüne, Theater im Palais) und Hamburg (Ernst-Deutsch-Theater, Theater in der Basilika) sowie an das Volkstheater Rostock und die Festspiele Bad Hersfeld. Von 2010 bis 2012 war sie an der Kleinen Komödie Cottbus zu sehen.
Bekannte Rollen Radunz' waren die Irina in Drei Schwestern von Anton Tschechow, das Gretchen in Johann Wolfgang von Goethes Faust, Anny in Misery nach dem gleichnamigen Roman von Stephen King und die Titelrolle in Stella von Goethe.
Sporadisch stand Radunz vor der Kamera und war überwiegend als Gastdarstellerin in verschiedenen Krimiserien zu sehen. Auch an einigen Hörbuchproduktionen war sie beteiligt.
Daneben arbeitete Iris Radunz als Coach unter anderem für Schauspieler und Politiker und war künstlerische Leiterin beim KinderMusicalTheater-Berlin.

## Filmografie (Auswahl)
- 1992: Endstation Harembar
- 2000: Lieb mich!
- 2002: Ein starkes Team – Kinderträume
- 2002: Tatort – Zartbitterschokolade
- 2003: Spurlos – Ein Baby verschwindet
- 2003: Die Cleveren – Alle meine Lieben
- 2003: Die Rettungsflieger – Rivalen im Cockpit
- 2005: Carpe Noctem (Kurzfilm)
- 2006: SOKO Wismar – Blind Date
- 2013: Notruf Hafenkante – Riskante Entscheidung
- 2014: SOKO Leipzig – Kleine Geheimnisse
- 2014: Festes Froh (Kurzfilm, auch Drehbuch)
- 2017: SOKO Wismar – Schattenkind
- 2018: Ella Schön – Das Ding mit der Liebe
- 2022: All You Need – Kein zurück